# Asparagus subscandens
Asparagus subscandens — вид рослин із родини холодкових (Asparagaceae).

## Біоморфологічна характеристика
Це дводомна трав'яниста рослина. Коріння з набряклою бульбовою частиною ≈ 5 × 1.2 см. Стебла ± виткі, до 100 см, у молодому віці злегка кутасті; гілки кутасті. Кладодії у пучках по 3–7, 3–6 × ≈ 0.6 мм, плоскі чи злегка 3-кутні. Листова шпора не шипаста. Суцвіття розвиваються після кладодій, пазушні. Квітки обох статей поодинокі чи парні, нерівні; квітконіжка 1.5–2 мм, члениста посередині. Чоловічі квітки: оцвітина жовтувато-зелена, дзвіночкова, 3–4 мм; тичинки нерівні. Ягода ≈ 5 мм у діаметрі. Період цвітіння: липень і серпень; період плодоношення: серпень.

## Середовище проживання
Ареал: Китай (пд. Юньнань).
Населяє ліси, чагарники; на висотах від 800 до 1700 метрів.